# You called me baby
You called me baby is de tweede single van Patricia Paay. Hij verscheen in 1967 onder haar voornaam Patricia. Er verscheen in die jaren geen versie van het nummer op een album, maar wel veel later op haar compilatiealbum Good for gold (1996). Op de B-kant van de single staat het nummer Nobody else made me cry before.
You called me baby werd geschreven door Dick van der Valk en John van Schalwijk.
Haar tweede single kwam uit in een tijd dat Nederlandse zangeressen als Alberti, Grönloh, Vandenbos en Dobbs succesvol waren in het Nederlands. Doordat ook haar tweede Engelstalige single de hitlijsten niet bereikte, koos haar platenmaatschappij een Nederlandstalig vervolg met Je bent niet hip. Deze overschakeling leverde haar meteen een nummer 12-hit op. Op haar ongewilde afscheid van het Engels reageerde ze ontgoocheld: "Daar ben ik lekker mee."